# Parafia św. Stanisława Kostki w Lublińcu
Parafia Świętego Stanisława Kostki – rzymskokatolicka parafia znajdująca się w Lublińcu. Parafia należy do diecezji gliwickiej i dekanatu Lubliniec. Prowadzą ją Misjonarze Oblaci Maryi Niepokalanej.

## Zgromadzenia zakonne
- Zgromadzenie Misjonarzy Oblatów Maryi Niepokalanej
- Zgromadzenie Sióstr św. Elżbiety

## Kościoły na terenie parafii
- Kościół św. Stanisława Kostki w Lublińcu – kościół parafialny

Do parafii należy Lubliniec (część), Zagłówek, Solarnia oraz Wymyślacz.

## Kaplice
Parafia ma również kilka kaplic na terenie Lublińca:
- w Wojewódzkim Szpitalu Neuropsychiatrycznym w Lublińcu (ul. Grunwaldzka 48)
- w Szpitalu Miejskim nr 2 w Lublińcu (ul. Grunwaldzka 9)
- pw. MB Częstochowskiej w Domu Pomocy Społecznej w Lublińcu (ul. Cyrana 10)
- pw. św. Józefa na cmentarzu komunalnym w Lublińcu (ul. Spokojna)